# Za rok, jak dobrze pójdzie
Za rok, jak będzie dobrze – francuska komedia z 1981 roku.

## Główne role
- Isabelle Adjani - Isabelle Maréchal
- Thierry Lhermitte - Maxime
- Bernard Crombey - François Moinet
- Antoinette Moya - Adrienne Maréchal, matka Isabelle
- Fred Personne - Ojciec Isabelle
- Virginie Thévenet - Fanka komiksów
- Madeleine Bouchez - Ciotka
- Michel Dussarat - Henry
- Marie-Anne Chazel - Huguette

## Fabuła
Isabelle, rzecznik prasowy dużej firmy i Maxime, domator rysujący słabo sprzedające się komiksy, mieszkają ze sobą od dwóch lat. Maxime jest na utrzymaniu Isabelle. Nie chce też słyszeć o dziecku, bo nie byłby w stanie go utrzymać. Kiedy ona robi romantyczną kolację, by go przekonać do dziecka, wybucha awantura, po której Maxime zatrzaskuje drzwi i nie wraca.